# Juan Espino
Juan Espino (né le 9 octobre 1980 à Las Palmas de Gran Canaria) — dit Juan ou le lion blanc —, est un sportif espagnol qui pratique entre autres le MMA, le grappling, la lutte sénégalaise.
Le « Lion blanc » est un des rares blancs à s'imposer en lutte sénégalaise. Au 10 juin 2013, Juan est invaincu,. Il a notamment battu Khadim Ndiaye 2, Daoul Kharé, Pape Cargo, Keur Diène, Dawoul Kharé et Cobra.
Dans la modalité de grappling, il a été médaillé d'or (dans la catégorie absolue) au Championnat du Monde 2011 à Belgrade (Serbie), après avoir battu l'Américain Kelly Anundson en finale. Il a remporté la médaille d'or et d'argent en gi et no-gi, respectivement, aux championnats du monde 2012, à Cracovie (Pologne),. Les médailles d'or, dans les deux modalités de grappling, aux Championnats du monde de 2013, à London (Canada), — où il a également obtenu l'or en arts martiaux mixtes et en Jiu-Jitsu brésilien —. L'année suivante, il remporte la médaille d'or (en grappling sans kimono) et la médaille de bronze (en lutte avec le kimono) au Championnat du monde à Moscou. Il remporte également une médaille d'or au Championnat du monde de Grappling 2016, tenu à Minsk (Biélorussie), où il a également remporté la médaille de bronze en grappling no-gi, dans la catégorie de plus de 100 kg.
Aux Championnats d'Europe, il a remporté une médaille d'or à Bruxelles (Belgique), en 2012. L'année suivante à Kecskemét (Hongrie), à la fois en grappling gi et en no gi, et à Sassari (Italie), en 2015, où il a également doublet.
Il a remporté de nombreux triomphes dans différentes variantes du combat : champion d'Espagne (Gijón), en 2012 et 2013, dans une modalité de Sambo. Il a également été champion d'Europe (León), en 2010, dans Luttes Celtiques. En 2010, il a été champion d'Europe à Lutte Gouren, au championnat organisé en Bretagne française. À Lutte Leonesa, il a été le vainqueur de la Première Corro Européenne de Lutte Léonais et, dans la spécialité de la lutte Kourach, il a été proclamé champion d'Europe en 2013, à Mamaia (Roumanie).
Le lutteur de Gran Canaria se distingue dans le sport vernaculaire des îles, la Lutte canarienne, où il est celui qui ajoute plus de titres.
Son expertise dans la lutte Lamb ou Lutte sénégalaise inspira un Robinson Report — « Un Lion blanc au Sénégal » —, le fit être le seul étranger et blanc reconnu par la Fédération Nationale du Sénégal et reçut le surnom de « Lion Blanc ».

## Palmarès international
| Championnat du Monde de Grappling  | Championnat du Monde de Grappling | Championnat du Monde de Grappling | Championnat du Monde de Grappling |
| Date                               | Lieu                              | Médaille                          | Catégorie                         |
| ---------------------------------- | --------------------------------- | --------------------------------- | --------------------------------- |
| 2011                               | Belgrade ( Serbie)                | Médaille d'or                     | Grappling Absolute                |
| 2012                               | Cracovie ( Pologne)               | Médaille d'or                     | Grappling Gi +100 kg              |
| 2012                               | Cracovie ( Pologne)               | Médaille d'argent                 | Grappling No-Gi +100 kg           |
| 2013                               | London ( Canada)                  | Médaille d'or                     | Grappling Gi +100 kg              |
| 2013                               | London ( Canada)                  | Médaille d'or                     | Grappling No-Gi +100 kg           |
| 2014                               | Moscou ( Russie)                  | Médaille d'or                     | Grappling No-Gi +100 kg           |
| 2014                               | Moscou ( Russie)                  | Médaille de bronze                | Grappling Gi +100 kg              |
| 2016                               | Minsk ( Biélorussie)              | Médaille d'or                     | Grappling Gi +100 kg              |
| 2016                               | Minsk ( Biélorussie)              | Médaille de bronze                | Grappling No-Gi +100 kg           |
| Championnats d’Europe de Grappling |                                   |                                   |                                   |
| Date                               | Lieu                              | Médaille                          | Cátegorie                         |
| 2012                               | Bruxelles ( Belgique)             | Médaille d'or                     | Grappling No-Gi +100 kg           |
| 2013                               | Kecskemet ( Hongrie)              | Médaille d'or                     | Grappling Gi +100 kg              |
| 2013                               | Kecskemet ( Hongrie)              | Médaille d'or                     | Grappling No-Gi +100 kg           |
| 2015                               | Sassari ( Italie)                 | Médaille d'or                     | Grappling No-Gi +100 kg           |
| 2015                               | Sassari ( Italie)                 | Médaille d'or                     | Grappling Gi +100 kg              |